# Karin Viardová
Karin Viardová, nepřechýleně Karin Viard (* 24. ledna 1966 Rouen, Seine-Maritime), je francouzská divadelní, filmová a televizní herečka, držitelka dvou Césarů.

## Život a kariéra
Je dcerou ředitele ropní plošiny. Herectví studovala na Lyceu Pierre-Corneille v Rouenu, pak odešla do Paříže, kde navštěvovala herecké kurzy.
V roce 2003 byla členkou poroty na Filmovém festivalu v Cannes. V roce 2009 jí francouzský prezident udělil Řád za zásluhy. Během své kariéry byla celkem osmkrát nominována na ocenění César a dvakrát ho získala. Patří k herečkám, uznávaným také filmovou kritikou.

## Filmografie (výběr)
- 1990: Tatie Danielle (Tatie Danielle), režie Étienne Chatiliez
- 1991: Delikatesy (Delicatessen), režie Jean-Pierre Jeunet a Marc Caro
- 1992: Max a Jeremie (Max & Jeremie), režie Claire Devers
- 1993: La Nage indienne (La Nage indienne), režie Xavier Durringer
- 1994: Odloučení (La Séparation), režie Christian Vincent
- 1994: Nejmilejší syn (Le Fils préféré), režie Nicole Garcia
- 1995: Nenávist (La Haine), režie Mathieu Kassovitz
- 1999: Haut les cœurs ! (Haut les cœurs !), režie Sólveig Anspach
- 1999: Děti století (Les Enfants du siècle), režie Diane Kurys
- 2001: Un jeu d'enfants (Un jeu d'enfants), režie Laurent Tuel
- 2001: L'Emploi du temps (L'Emploi du temps), režie Laurent Cantet
- 2002: Líbejte se, s kým je libo (Embrassez qui vous voudrez), režie Michel Blanc
- 2004: Životní role (Le Rôle de sa vie), režie François Favrat
- 2004: V mysli vraha (Je suis un assassin), režie Thomas Vincent
- 2004: Exmanželka mého života (L'Ex-femme de ma vie), režie Josiane Balasko
- 2005: Peklo (L'Enfer), režie Danis Tanović
- 2005: Sekera (Le Couperet), režie Costa-Gavras
- 2007: Skoro celá pravda (La Vérité ou presque), režie Sam Karmann
- 2008: Blázni ze Saint-Tropez (Les Randonneurs à Saint-Tropez), režie Philippe Harel
- 2008: Paříž (Paris), režie Cédric Klapisch
- 2009: Společenská pravidla (Le Code a changé), režie Danièle Thompsonová
- 2009: Herečky na scénu! (Le Bal des actrices), režie Maïwenn Le Besco
- 2010: Hosté mého otce (Les invités de mon père), režie Anne Le Ny
- 2010: Profesionální manželka (Potiche), režie François Ozon
- 2010: Nic k proclení (Rien à déclarer), režie Dany Boon
- 2011: Le Skylab (Le Skylab), režie Julie Delpy
- 2011: Ma part du gâteau (Ma part du gâteau), režie Cédric Klapisch
- 2011: Polisse (Polisse), režie Maïwenn Le Besco
- 2013: Láska je dokonalý zločin (L'amour est un crime parfait), režie Arnaud a Jean-Marie Larrieuovi
- 2013: Lulu sama sebou (Lulu femme nue), režie Sólveig Anspach
- 2014 Rodinka Belierových (La Famille Bélier), režie Éric Lartigau
- 2016 Návštěvníci 3: Revoluce (Les Visiteurs : La Révolution), režie Jean-Marie Poiré
- 2017 Žárlivá ženská (Jalouse), režie David a Stéphane Foenkinosovi
- 2018 Lechtání (Les Chatouilles), režie Andréa Bescond a Éric Métayer
- 2020 Původ světa (L'Origine du monde), režie Laurent Lafitte
- 2021 Les Fantasmes (Les Fantasmes), režie David a Stéphane Foenkinosovi

## Ocenění

### César
Ocenění
- 2000: César pro nejlepší herečku za film Haut les cœurs !
- 2003: César pro nejlepší herečku ve vedlejší roli za film Líbejte se, s kým je libo

Nominace
- 1993: César pro nejslibnější herečku za film La Nage indienne
- 1998: César pro nejlepší herečku ve vedlejší roli za film Les Randonneurs
- 2005: César pro nejlepší herečku za film Životní role
- 2009: César pro nejlepší herečku ve vedlejší roli za film Paříž
- 2011: César pro nejlepší herečku ve vedlejší roli za film Profesionální manželka
- 2012: César pro nejlepší herečku za film Polisse

### Jiná ocenění
- 2012: Křišťálový glóbus pro nejlepší herečku za film Polisse